# پاشنه بلند (مجموعه تلویزیونی)
پاشنه بلند (انگلیسی: Kill Heel; کره‌ای: 킬힐) یک مجموعه تلویزیونی محصول کره جنوبی سال ۲۰۲۲ به کارگردانی نو دو چول و با بازی کیم ها نول، لی هه یونگ و کیم سونگ ریونگ است. این مجموعه داستان سه زن را روایت می‌کند که تمایل زیادی به موفقیت در صنعنت شاپینگ هوم دارند. این مجموعه از ۹ مارس تا ۲۱ فوریه ۲۰۲۲، روزهای چهارشنبه و پنجشنبه ساعت ۲۲:۳۰ (کی‌اس‌تی) از تی‌وی‌ان برای ۱۴ قسمت پخش شد.